# 北島見信
北島 見信（きたじま けんしん、生没年不詳）は、江戸時代中期に活動した天文学者である。名は見真とも表記される。

## 経歴・人物
見信の生涯については詳しく分かっていないが、長崎に生まれ盧草拙の門人となり天文学を学んだとされている。1745年（延享2年）11月には長崎奉行の天文方となり、給料として白銀を20数枚受け取ったとされているが、実際に役職が存在したのか疑問視されている。
後に草拙と同じ門下であった西川如見と共に当時の徳川将軍であった徳川吉宗江戸に入り、1720年（享保5年）に吉宗が洋書を解禁する改革を行った事で、ヨーロッパの星図や地球図を参考に、オランダ通詞の西善三郎との共著を執筆した。これによって日本のみならず、清国や李氏朝鮮等の東アジアや太平洋諸島に日本の設置の提唱に貢献した。

## 主な著作物
- 『紅毛天地二図贅説』- 1737年（元文2年）刊行[1][2]。元はヨハネス・ヘヴェリウスが執筆し[3]、1700年にアムステルダムで刊行した著書とされている[3]。全3巻からなるが、このうち下巻は現存しない[3]。